# Amphilejeunea
Amphilejeunea là một chi rêu trong họ Lejeuneaceae.